# ポスフール
- イオングループ > イオングループの商業ブランド > ポスフール
- イオングループ > イオン北海道 > ポスフール

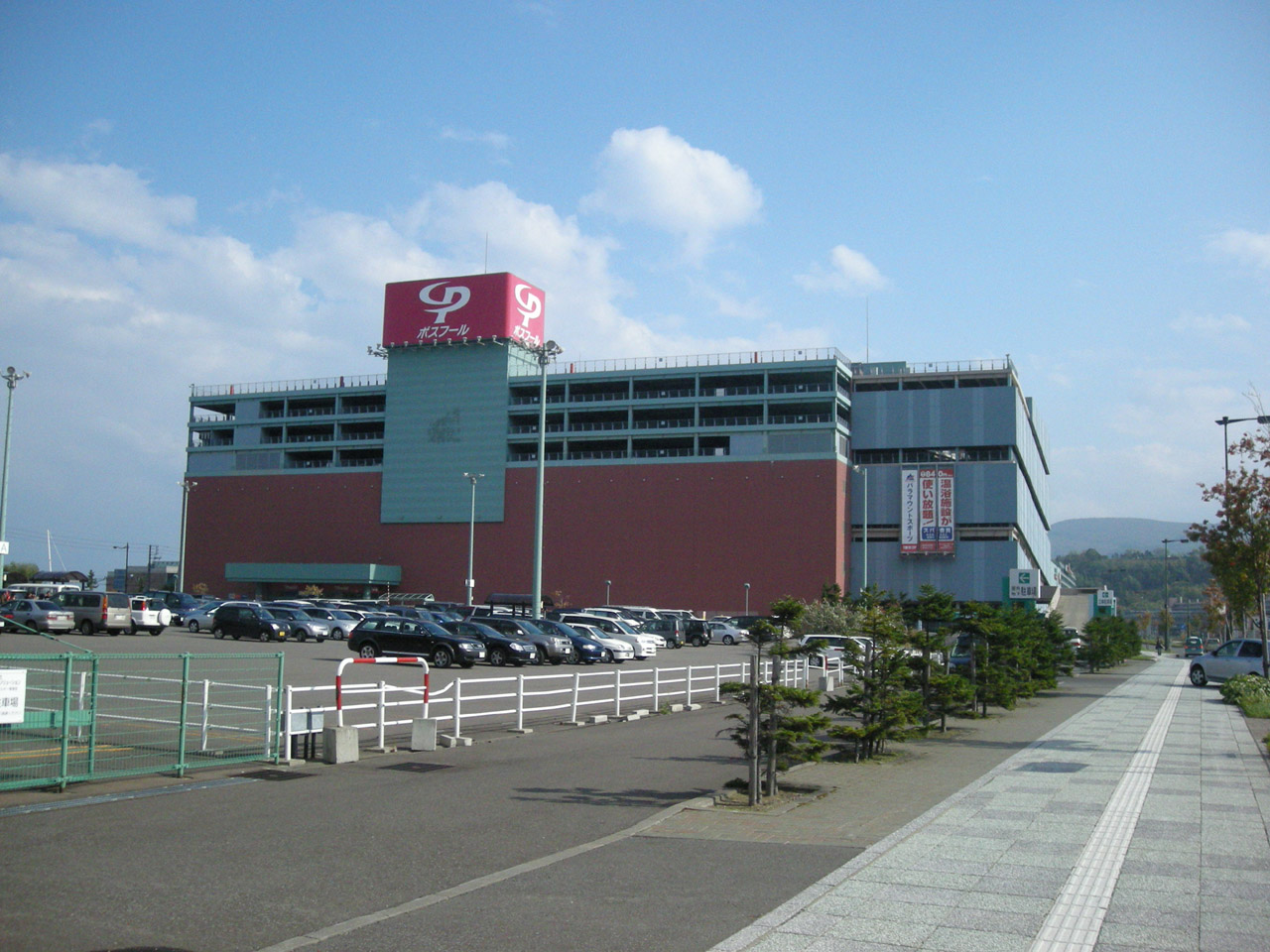
ポスフール（現：イオン）小樽店

ポスフール（Posful）は、かつて北海道で展開していた総合スーパー（GMS）である。
企業名としてのポスフールは2002年（平成14年）1月から2007年（平成19年）8月20日まで使用され、店舗名としてのポスフールは2002年（平成14年）から2011年（平成23年）2月28日まで使用されていた。
2007年（平成19年）8月21日に企業名はイオン北海道に商号変更され、イオングループの店舗名統一により2011年（平成23年）3月1日にジャスコ、サティ、マイカルと共にイオンへ転換され約9年で屋号自体が完全に消滅した。
本項では、その前身についても記述する。

## 歴史・概要

### 前身の創業から法人化
佐々木勉強堂
1932年（昭和7年）に佐々木忠が浦河町で洋品雑貨店を創業し、1956年（昭和31年）8月1日に佐々木忠が株式会社佐々木勉強堂を設立した。
桐屋呉服店
1939年（昭和14年）に水上正勝が室蘭で桐屋呉服店を創業して、1955年（昭和30年）6月4日に有限会社桐屋呉服店が設立された。
山ト・ヤマトストア
1953年（昭和28年）に高橋清が紋別市本町で創業。1963年（昭和38年）3月5日に高橋清が資本金500万円で株式会社山ト・ヤマトストアを設立。
とくち
1954年（昭和29年）10月に株式会社得地商店（後の「株式会社とくち」）を設立。
かねい
1956年（昭和31年）4月30日に林欣一が株式会社カネイ林呉服店を設立し、1963年（昭和38年）7月に株式会社カネイ林呉服店が株式会社かねいに商号を変更した。
ヤマダイ
1965年（昭和40年）4月に大川祐一が独立して創業し、1971年（昭和46年）8月に大川祐一が後志管内余市町に株式会社ヤマダイを設立した。

### ニチイ・アライド・チェーン加盟とニチイの北海道進出
1975年（昭和50年）10月に株式会社永和・株式会社かねい・株式会社佐々木勉強堂・株式会社ヤマダイの4社がNAC（ニチイ・アライド・チェーン）に加盟した。
そして、1977年（昭和52年）11月に株式会社かねいが「恵庭ファミリーデパート」を開店して、同月に株式会社とくちが「栗山ファミリーデパート」を開店し、同月に株式会社佐々木勉強堂が「静内ファミリーデパート」を開店した。
1978年（昭和53年）4月5日に株式会社北海道ニチイを設立し、同年9月20日に株式会社室蘭ファミリーデパートを設した。
そして、11月20日にニチイの北海道進出1号店として「ニチイ江別店」を開店し、同月30日に「ニチイ千歳店」を開店した。
さらに、1979年（昭和54年）5月30日に「ニチイ帯広店」を開店し、同年7月20日に「ニチイ藻岩店」を開店した。
1980年（昭和55年）2月8日に紋別ローズタウンを開店し、1981年（昭和56年）4月15日には「室蘭ファミリーデパート桐屋」を開店した。

### 経営統合で北峯百貨店からマイカル北海道、そして、上場へ
1980年（昭和55年）3月1日に株式会社永和・株式会社かねい・株式会社佐々木勉強堂・株式会社ヤマダイの地場スーパー4社が合併して（初代）株式会社北峯百貨店を設立して経営統合した。
1981年（昭和56年）12月1日に - 株式会社山ト・ヤマトストアが（初代）株式会社北峯百貨店・株式会社啓有・株式会社紋別ファミリーデパートを合併して（2代目）株式会社北峯百貨店に商号を変更し、1982年（昭和57年）6月に（2代目）株式会社北峯百貨店から株式会社ホクホーに商号を変更した。
1992年（平成4年）3月1日に「株式会社北海道ニチイ」が「株式会社ホクホー」と合併し、1996年（平成8年）7月に「株式会社マイカル北海道」に社名変更した。
1996年（平成8年）9月19日に株式を店頭公開。
1998年（平成10年）11月19日に東京証券取引所上場した。

### 生活百貨店・サティの展開
北海道ニチイがホクホーと経営統合する以前から、当時の「ニチイ」が進めていた総合スーパーよりも百貨店に近い性格の生活百貨店・サティ業態で出店を行っていた。1990年（平成2年）10月27日に株式会社ホクホーが北海道最初のサティとして永山サティを開店していたほか、旧北海道ニチイも1991年（平成3年）4月19日に「東苗穂サティ」を開店していた。
前述の「ヤマダイ」をルーツとする「ニチイ余市店」も、合併直後に移転・拡張する形で1992年（平成4年）10月30日に「余市サティ」を開店。1994年（平成6年）10月21日に「ニチイ釧路店」を「釧路サティ」に改称して新装開業。年商100億円を達成した。
1996年（平成8年）には3月15日に「ニチイ千歳ショッピングデパート」を売場面積を約5,250m2から約14,550m2へ大幅増床して「千歳サティ」に改称して新装開店した。それを皮切りに、春光サティ、岩内サティ、厚岸サティ、手稲サティ、紋別サティと相次いで業態転換を行って増収増益に繋げ、1996年（平成8年）9月19日に株式の店頭公開を果たした。
これらの業態転換店舗の中でも「釧路サティ」と「千歳サティ」は年商100億円を上げるなど順調に売上を伸ばしたため、1997年（平成9年）11月1日に「ニチイ江別店」の隣接地に新店舗を建設してシネコン（複合映画館）のワーナー・マイカル・シネマズを北海道で初めて併設した「江別サティ」を開店して両店に続く年商100億円を目指した。
1998年（平成10年）3月12日に「ニチイ帯広店」を「帯広サティ」に業態転換。十勝圏最大のショッピングセンターとして有力ブランドも導入して百貨店レベルの顧客にも対応させて直営部分の年商125億円を目指す基幹店舗として新装開店。
このように生活百貨店・サティへの業態転換を進めて、1999年（平成11年）2月期に北海道の小売業としては初めて年商1,000億円を突破した。
1999年（平成11年）10月8日に「ニチイ大谷地店」を増床し「大谷地サティ」に業態転換して新装開業したことにより全店舗のサティへの業態転換が終了。
また、1999年（平成11年）3月11日にはマイカルグループの複合型大型商業施設マイカルタウンの一つとして開業した「マイカル小樽」6番街に「小樽サティ」を開店。
2000年（平成12年）9月15日にはシネマコンプレックスの「ワーナー・マイカル」を併設すると共に有力ブランドを導入した「北見サティ」を開店。
2000年（平成12年）11月30日には釧路サティをシネマコンプレックスも併設すると共に店舗面積を1.6倍の約30,000m2に増床して若い女性に人気の衣料ブランドなども有力ブランドを次々と導入。2000年（平成12年）2月期の直営部分の売上高約130.5億円を更に伸ばして百貨店も含む大型小売店の「地域一番店」として競合他店の追撃を許さない弱点の見つけにくい売り場をつくり上げたほか、同じ地方中核都市の帯広でも同様の店舗を展開して業績を伸ばした。
こうした生活百貨店化戦略を展開して業績を伸ばして6期連続の増収増益を果たし、2000年（平成12年）2月には東京証券取引所第1部上場に昇格している。
同年9月にはグループ企業の「根室ファミリーデパート」と「室蘭ファミリーデパート」の2社を吸収合併して大型店事業を全店直営化することになった。
また、そうした百貨店に近い店舗だけでなく、「余市サティ」などの商圏の小さな店舗ではファッションブランドの比率を下げてよりスーパー的な性格の店舗とし、大都市の札幌圏では都心の百貨店との競合もあるためその中間的な性格を持たせるなど同じ生活百貨店・サティであっても地域特性に応じた対応を行った。マイカル北海道は2001年当時、店舗の方針を以下の4つに大分類していた。
- 釧路店、帯広店、北見店：地方中核都市の店舗で、百貨店も含んだ地域一番店を目指す。
- 千歳店、江別店、小樽店：札幌近郊の店舗で、百貨店を含まない一番店を目指す。
- 藻岩店、大谷地店、東苗穂店、永山店、春光店：札幌市内・旭川市内の店舗で、市内当該エリアでの一番店を目指す。
- 余市店、岩内店、厚岸店、紋別店、伊達店、静内店、室蘭店、登別店、根室店：地方小都市の店舗で、それぞれの都市の超一番店を目指す。

各々の地域の消費者を満足させることで2001年（平成13年）2月期に7年連続の増収増益となる売上高約1217.19億円(前期比9.1%増)、経常利益約39.52億円(前期比0.3%増)を上げた。

### ポスフールとして自主独立へ
2001年（平成13年）8月28日に発行済式の58.84%にあたる645万株を「マイカル」が売却。「マイカル北海道」は同社の連結対象から離れた。
ただし、この時点では自主独立の運営で店舗の改廃などの経営判断は独自に行うものの、連結対象から外れてもマイカルグループから離脱せず、マイカル東北の一部店舗の引き受けの可能性も示唆していた。
同年9月14日に「マイカル」が民事再生法の適用を申請して事実上破綻。その際には、「自主独立色を強めた全く別会社となり、道内のサティ20店舗の営業には何ら影響はない」として営業への影響を否定し、同社の破綻と一線を画した。
そして、同年10月25日には「マイカルグループ」から離脱して北海道の地場資本として自主独立経営を目指すことを発表すると同時に、同年6月から金融機関を通してイオングループとの提携を打診されていたことを明らかにすると共にその案を拒絶することも表明した。
そのため、2002年（平成14年）1月1日に社名を「ポスフール」に変更し、2001年（平成13年）経営破綻したマイカルの支援企業に「イオン」がなって「サティ」の店名を今後も残すことになった関係で店名使用料を求められるのを避けるため、2002年（平成14年）5月末までに、閉店が決まった大谷地サティを除く全店舗名を「ポスフール」に改称、ベースとなる色もサティ時代の赤紫からえんじ色に変更して自立した経営に移行した。ポスフール業態になった後も、サティのコンセプトを引き継ぎ「生活百貨店」として運営していた。
2002年（平成14年）2月期に8年連続の増収となる売上高約1313億円を上げた。しかし、人口減少や消費の低迷など北海道の小売業を取り巻く環境の厳しさの影響を受けて翌年からは4年連続の前年割れとなって2006年（平成18年）2月期に売上高約1201.78億円(前年度比2.0%減)にまで落ち込み、2005年（平成17年）2月期に上場以来初の赤字に転落した。ただし、2006年（平成18年）も9年連続で北海道の小売業売上高首位を維持した。
2003年（平成15年）10月には2004年（平成16年）5月から物流業務を三井物産に全面委託することで物流コストを年間4億円 - 6億円削減を目指すと発表した。

### イオン北海道へ
ポスフール設立当初は反イオンを旗印にアークスグループ入りを検討するが、アークス側に断られてしまう。理由はイオンがマイカルが持っている一部株式を通しポスフールの株主になっており、アークス側がイオングループ化されることを拒否したためである。余談だが、アークスグループはシジシージャパン加盟スーパーである。その結果、2003年（平成15年）11月10日にイオンが出資比率を30%に引き上げてポスフールと資本・業務提携し、店舗開発や商品のほか設備・資材などの調達、さらに物流などについて共同で取組むことになり、自主独立の経営に終止符を打つことになった。
この提携を受けて、イオングループとエア・ウォーターの物流子会社エア・ウォーター物流が提携して2004年（平成16年）5月14日に江別市に開設した物流施設「イオン北海道SD」を全店舗の食品・衣料品の検品・ピッキングから配送まで共同で利用してコストダウンを図る。
その後、業績の低迷を受けて2007年（平成19年）2月15日に岩内店を閉店するなどの再建策を進めた。
そして、2007年（平成19年）4月23日に既に筆頭株主だったイオンに第三者割当増資を行って出資比率を34%から53%に引上げて同社の子会社となった。
さらに、同年8月21日にイオン北海道に商号変更すると共に総合スーパー8店とスーパーセンター3店をイオン本体から会社分割して譲渡を受けることになった。
なお、この時点では企業名としての「ポスフール」は消滅することになったものの、店舗名は変更せず、従来通り「ポスフール」の店名が使用され続けた。
このイオンとの経営統合に伴って仕入れ業者の変更などの帳合変更は行わないものの仕入れ価格はイオングループ共通の水準を要求することでコストダウンを図り、規模や駐車場の配置の問題を抱えて売上が低迷していた西岡店を2008年（平成20年）2月に閉店するなど経営の建て直しを進めた。
2008年（平成20年）4月25日には、イオン北海道設立後初の店舗・ショッピングセンターとなる「イオン名寄ショッピングセンター」の核店舗として「ポスフール名寄店」を開店し、イオングループの電子マネーの「WAON」を導入するなどイオンの傘下入り後はグループへの統合が急速に進められ、2011年（平成23年）3月1日にイオングループの総合スーパーのブランド統一の一環としてポスフールも全店イオンへ店名も変更されて店舗名としてのポスフールも消滅してその歴史に終止符を打った。

### 名称の由来
この名称は一般公募したものの中から2001年（平成13年）11月8日に決定されたもので、Possibility Forever Universal Loveを略を組み合わせた造語である。
ロゴマークの製作は、グラフィックデザイナーの原田進が担当した。
なお、ホクホー時代の2代目店舗看板・ロゴマークはHをモチーフとしたマークに「ホクホー」のロゴタイプを使用していた。
「ポスフール」「ホクホー」の店舗ロゴは、イオン北海道の2021年11月26日公開の会社案内動画でも閲覧可能（「ニチイ」「サティ」についても掲載されている）。

## 年表
- 1932年（昭和7年） - 佐々木忠が浦河町で洋品雑貨店を創業[4]。
- 1939年（昭和14年） - 水上正勝が室蘭で桐屋呉服店を創業[5]。
- 1953年（昭和28年） - 高橋清が紋別市本町で創業[6]。
- 1954年（昭和29年）10月 - 株式会社得地商店（後の「株式会社とくち」）を設立[8]。
- 1955年（昭和30年）6月4日 - 有限会社桐屋呉服店を設立[5]。
- 1956年（昭和31年）
  - 4月30日 - 林欣一が株式会社カネイ林呉服店を設立[9]。
  - 8月1日 - 佐々木忠が株式会社佐々木勉強堂を設立[4]。
- 1963年（昭和38年）
  - 3月5日 - 高橋清が資本金500万円で株式会社山ト・ヤマトストアを設立[7]。
  - 7月 - 株式会社カネイ林呉服店が株式会社かねいに商号を変更[9]。
- 1965年（昭和40年）4月 - 大川祐一が独立し、創業[10]。
- 1971年（昭和46年）8月 - 大川祐一が後志管内余市町に株式会社ヤマダイを設立[10]。
- 1972年（昭和47年）
  - 6月3日 - (株)高橋商店と(株)松村金物店の合併により株式会社永和を設立[65]。
- 1975年（昭和50年）10月 - 株式会社永和・株式会社かねい・株式会社佐々木勉強堂・株式会社ヤマダイの4社がNAC（ニチイ・アライド・チェーン）に加盟[11]。
- 1977年（昭和52年）
  - 11月 - 株式会社かねいが「恵庭ファミリーデパート」を開店[12]。
  - 11月 - 株式会社とくちが「栗山ファミリーデパート」を開店[8]。
  - 11月 - 株式会社佐々木勉強堂が「静内ファミリーデパート」を開店[13]。
- 1978年（昭和53年）
  - 4月5日 - 株式会社北海道ニチイを設立[14]。
  - 9月20日 - 株式会社室蘭ファミリーデパートを設立[15]。
  - 11月20日 - ニチイの北海道進出1号店として「ニチイ江別店」を開店[14]。
  - 11月30日 - 「ニチイ千歳店」を開店[16]。
- 1979年（昭和54年）
  - 5月30日 - 「ニチイ帯広店」を開店[17]。
  - 7月20日 - 「ニチイ藻岩店」を開店[18]。
- 1980年（昭和55年）
  - 2月8日 - 紋別ローズタウンを開店[19]。
  - 3月1日 - 株式会社永和・株式会社かねい・株式会社佐々木勉強堂・株式会社ヤマダイの地場スーパー4社が合併して（初代）株式会社北峯百貨店を設立[11]。
- 1981年（昭和56年）
  - 4月15日 - 「室蘭ファミリーデパート桐屋」を開店[20]。
  - 6月 - 株式会社とくちが株式会社啓有に商号を変更[66]。
  - 7月1日 - 「ニチイ旭川店」を開店[67]。
  - 11月30日 - 「ニチイ手稲店」を開店[68]。
  - 12月1日[21] - 株式会社山ト・ヤマトストアが（初代）株式会社北峯百貨店・株式会社啓有・株式会社紋別ファミリーデパートを合併し、（2代目）株式会社北峯百貨店に商号を変更[7]。
- 1982年（昭和57年）6月 - （2代目）株式会社北峯百貨店が株式会社ホクホーに商号を変更[7]。
- 1983年（昭和58年）4月22日 - 「根室ファミリーデパート」を開店[69]。
- 1986年（昭和61年）4月 - 「ホクホー伊達店」を開店[広報 3]。
- 1987年（昭和62年）12月1日 -「ホクホー釧路店」を開店[70][広報 3]。
- 1989年（平成元年）9月28日 - 「ニチイ大谷地店」を開店[71]。
- 1990年（平成2年）10月27日 - ホクホーが北海道地区のサティ1号店となる「永山サティ」を開店[27]。
- 1991年（平成3年）4月19日 - 北海道ニチイが「東苗穂サティ」を開店[28][72]。
- 1992年（平成4年）
  - 3月1日 - 北海道ニチイとホクホーが統合し、新生「北海道ニチイ」となる[22]。統合に伴って、旧「ホクホー」の店舗は「ニチイ」に改称する。
  - 10月30日 - 「ニチイ余市店（旧・ホクホー余市店）」を移転・拡張して「余市サティ」を開店[30]。
- 1993年（平成5年）
  - 4月9日 - 「サッポロファクトリーサティ 住まいと暮らしの館」を開店[73][74]。
  - 10月 - 「ニチイ厚岸店（旧・ホクホー厚岸店）」を移転リニューアルオープン[広報 3]。
- 1994年（平成6年）10月21日 - 「ニチイ釧路店」を「釧路サティ」に業態転換して新装開業[75][76]。
- 1995年（平成7年）「ニチイ恵庭店」を閉鎖。
- 1996年（平成8年）
  - 3月15日 - 「ニチイ千歳ショッピングデパート」を「千歳サティ」に業態転換[25]。
  - 5月24日 - 「ニチイ旭川店」を「春光サティ」に業態転換[25]。
  - 7月 - 株式会社マイカル北海道に商号変更[25][22]。
  - 9月19日 - 株式を店頭公開[24]。
  - 9月1日 - 「岩内サティ」に業態転換[77]。
  - 9月20日 - 「ニチイ厚岸店」を「厚岸サティ」に業態転換[77]。
  - 10月10日 - 「手稲サティ」に業態転換[77]。
  - 10月25日 - 「ニチイ紋別店」を「紋別サティ」に業態転換[77]。
  - 11月1日 - 「新琴似サティ食品館」を開店[78]。
- 1997年（平成9年）
  - 9月 - 「ニチイ藻岩店」を「藻岩サティ」に業態転換[広報 3]。
  - 10月 - 「根室ファミリーデパート」を増床して「根室サティ」に業態転換[79]。
  - 11月1日 - 「ニチイ江別店」隣接地に新店舗を建設し[34]、「江別サティ」を開店[32][広報 3]。シネコン（複合映画館）のワーナー・マイカル・シネマズが北海道初上陸[35]。
- 1998年（平成10年）
  - 3月 - 「ニチイ栗山店」を閉店[80]。
  - 3月12日 - 「ニチイ帯広店」を増床して改装し、「帯広サティ」に業態転換[36]。
  - 5月 - 「室蘭ファミリーデパート桐屋」を増床して「室蘭サティ」に業態転換[81]。
  - 10月 - 「ニチイ伊達店」を増床して改装し、「伊達サティ」に業態転換[82]。
  - 11月20日 - 「静内サティ」を開店[83]。
  - 11月 - 東京証券取引所第2部に上場[84]。
- 1999年（平成11年）
  - 2月 - 「サッポロファクトリーサティ」を閉店[広報 3]。
  - 3月11日 - マイカル小樽6番街に「小樽サティ」を開業[38]。ワーナー・マイカル・シネマズ小樽を併設。
  - 10月8日 - 「ニチイ大谷地店」を増床し「大谷地サティ」に業態転換して新装開業[37]。
- 2000年（平成12年）
  - 2月 - 東京証券取引所第1部へ上場[42]。
  - 5月 - 「永山サティ」を新装開業[43]。
  - 8月 - 「手稲サティ」を閉店[26]。
  - 9月1日 - 「室蘭ファミリーデパート」と「根室ファミリーデパート」を合併[43][31][広報 3]。
  - 9月15日 - 「北見サティ」を開店[85][39][40][広報 3]。
  - 11月30日 - 「釧路サティ」を増床[広報 3]し、ワーナー・マイカル・シネマズ釧路を増設して新装開業[41]。
- 2001年（平成13年）
  - 1月21日 - 「新琴似サティ食品館」を閉店[広報 4]。
  - 8月28日 - マイカルの連結対象から離脱[45][46]。
- 2002年（平成14年）
  - 1月1日 - 株式会社ポスフールに商号変更[1]。
  - 5月 - 店舗名を「ポスフール」に変更[51]。
  - 10月16日 - 「大谷地サティ」を閉店[86]。
  - 11月[31] - ダイエー西岡店跡に[60]「西岡ポスフールバーゲン館」を開店[87]。
- 2003年（平成15年）
  - 3月1日 - 「西岡ポスフールバーゲン館」を「ポスフール西岡店」に改称し、正式に開店[87][88]。
  - 9月5日 - 「ポスフール藻岩店」を増床し、新装開店[89]。
  - 9月26日 - 十勝沖地震で「ポスフール釧路店」に被害が発生[90]。
  - 11月10日 - イオンが出資比率を30%に引き上げて資本・業務提携[57]。
- 2004年（平成16年）
  - 4月1日 - イオンのプライベートブランド・トップバリュの販売を開始[91]。
  - 5月 - 江別市の物流センターが稼働し[91]、三井物産に物流業務を全面的な委託を開始[92]。
  - 11月3日 - 「ポスフール岩見沢店」を開店[93][94]。
- 2005年（平成17年）5月22日 - 「ポスフール東苗穂店」を閉店[95][広報 3]。
- 2007年（平成19年）
  - 2月15日 - 「ポスフール岩内店」を閉店[59][96]。
  - 4月23日 - イオンに第三者割当増資を行って子会社化[52]。
  - 4月27日 - 「ポスフール釧路店」をリニューアルオープン[97]。
  - 8月21日 - イオン北海道株式会社に商号変更すると共に[2]、総合スーパー8店とスーパーセンター3店[52]をイオン本体から会社分割して譲渡を受ける[2]。
- 2008年（平成20年）
  - 2月24日 - 「ポスフール西岡店」を閉店[広報 5]。
  - 4月25日 - イオン名寄ショッピングセンターの核店舗として「ポスフール名寄店」を開店[62]。ポスフール店舗では初めて、電子マネー「WAON」を導入する。
- 2011年（平成23年）3月1日 - 「ポスフール」全店舗を「イオン」に屋号変更[3][広報 6]。

## 店舗
2011年2月時点の、イオンにブランド変更した時点で営業を継続していた店舗を示す。2024年10月現在、改築された春光店を除く全店舗が営業を続けている。

### 道央圏
- 藻岩店 - 札幌市南区川沿2条2丁目1-1[18]
敷地面積約24,788m2[18]、鉄筋コンクリート造地上2階建て[18]、延べ床面積約15,119m2[18]、店舗面積約9,585m2[18]（直営店舗面積約6,500m2[18]）、駐車台数約700台[18]。
1979年（昭和54年）7月にニチイ藻岩店として開店[31]。
2003年（平成15年）9月に新装開店[89][98]。

- 江別店 - 江別市幸町34[14]
敷地面積約17,511m2[14]、鉄骨鉄筋コンクリート造地上2階建て[14]、延べ床面積約14,487m2[14]、店舗面積約8,176m2[14]（直営店舗面積約6,230m2[14]） → 約15,834m2[99]、駐車台数約485台[14]。
1978年（昭和53年）11月にニチイ江別店が開店[31]。ニチイ北海道1号店。
1997年（平成9年）11月1日に旧店舗の隣接地に新店舗を建設して[34]シネコン（複合映画館）のワーナー・マイカル・シネマズを北海道で初めて併設した[35]「江別サティ」を開店して両店に続く年商100億円を目指した[32]。
サティへの業態転換の際に広い駐車場とシネマコンプレックスを併設したことから札幌市内からの集客するなど商圏が拡大した[100]。

- 千歳店 - 千歳市栄町6-51[16]
敷地面積約18,515m2[16]、鉄筋コンクリート造地上2階建て[16]、延べ床面積約13,305m2[16]、店舗面積約6,852m2[16]（直営店舗面積約5,250m2[16] → 約14,550m2[25]）、駐車台数約562台[16]。
1978年（昭和53年）11月にニチイ千歳ショッピングデパートとして開店[31]。1996年（平成8年）3月に店舗面積約17,000m2に大幅に増床して千歳サティとなり[101]、年商100億円を上げる主力店舗の一つとなった[32]。JR北海道千歳線千歳駅西口から徒歩約4分。
2005年（平成17年）4月28日に「イオン苫小牧ショッピングセンター」が開店した[102]影響でオープン直後とGWは売り上げが1割程度落ちた[103]。

- 岩見沢店 - 岩見沢市大和4条8丁目1
2004年（平成16年）11月3日開店[94][93]、ポスフールになってからの新店。
開業時には岩見沢市内では初めての無料シャトルバスの運行を行っている[104]。
当店の開業は既存店の西友岩見沢店などに打撃を与え[105]、西友岩見沢店は 2009年（平成21年）3月31日に閉店となった[106]。

- 小樽店 - 小樽市築港11-6[107] ウイングベイ小樽6番街内[108]
敷地面積約104,775m2[109]、鉄骨造・一部鉄骨鉄筋コンクリート造地下1階地上18階建て[108]（6番街 地下1階地上7階建て[108]）、延べ床面積約346,248m2[108]（6番街 83,744m2[108]）、店舗面積約98,000m2[109]（当社店舗面積約28,000m2[109]）、駐車台数約5,000台[109]。
1999年（平成11年）3月11日にマイカル小樽の核店舗の1つである小樽サティとして開店[38]。
2010年（平成22年）11月25日に4階の売り場を1～3階に移設して売場面積を縮小する開業後初の大規模な改装を行い、それに伴い同月19日から4階売場は閉鎖された[110]。JR北海道函館本線小樽築港駅直結。

- 余市店 - 余市郡余市町黒川町12-55-1[111]
鉄筋コンクリート造[111]、店舗面積約9,950m2[111]（直営店舗面積約8,950m2[112]）。
1971年（昭和46年）に大川祐一が衣料百貨店「ヤマダイ」を開店したのが始まりで[29]ホクホー余市店となった後、北海道ニチイ余市店として営業していた[30]。
旧店舗の約7倍の店舗面積約8,200m2に拡張して移転する形で[113]1992年（平成4年）10月30日には「余市サティ」を開店し[30]、ポスフールを経てイオン余市店。
商圏の小さな店舗のためファッションブランドの比率を下げてよりスーパー的な性格の店舗として品揃えや運営がされている[26]。

- 室蘭店 - 室蘭市東町2-4-32[114]
敷地面積約20,351m2[114]、延べ床面積約16,000m2[114]、店舗面積約7,000m2[114]。
市内輪西町に存在した桐屋呉服店がニチイとの共同出資で1981年（昭和56年）4月15日に「室蘭ファミリーデパート桐屋」として開店した[115][116]。
店舗看板・ロゴマークはニチイの鳩のマークに「桐屋（Kiriya）」のロゴタイプを使用していた[117]。
1998年（平成10年）5月に増床や呉服部門の廃止などの改装を行って室蘭サティとなり[81]、2000年（平成12年）9月1日に合併してマイカル北海道の支店となった[31]。道南バス「東町2丁目」停留所下車。
店名が変更になった後も「桐屋」の名称で親しまれており[118]、親しみを込めて「桐屋さん」とさん付けで呼ぶ市民もいる[119]。

- 伊達店 - 伊達市末永町8-1[120]
1982年（昭和57年）6月開店を目指していたが[121]、地元との紛争が長引いて開店が遅れることになった[122]。
1986年（昭和61年）4月開店、開店当初はホクホー伊達店。

- 登別店 - 登別市若山町4-33-1[123]
店舗面積約13,500m2[124]。
「室蘭ファミリーデパート」が登別サティとして1994年（平成6年）3月18日に開店した店舗である[124]。

- 静内店 - 静内郡静内町末広町2-13[83]（現・日高郡新ひだか町静内末広町）
店舗面積約10,662m2[83]。
1998年（平成10年）11月20日に静内サティとして開店した店舗である[83]。町内の西部の郊外に移転したもので、当店の移転により静内の中心市街地の客足が遠のくことになったとされている[125]。

### 道北圏

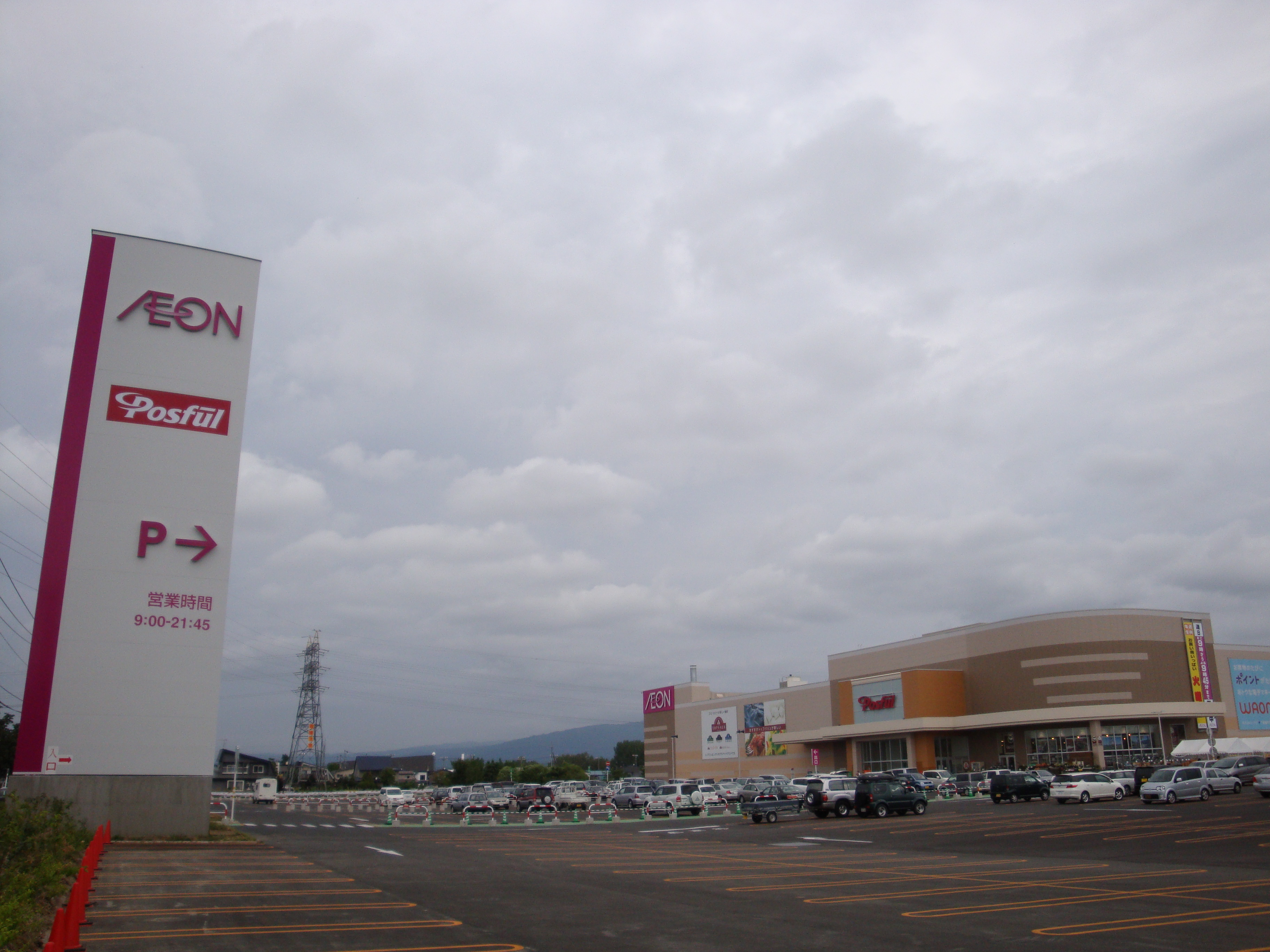
ポスフール（現：イオン）名寄店

- 永山店  - 旭川市永山3条12-55-1[126]
1990年（平成2年）10月27日に開店した[27][127]。開店当初は株式会社ホクホーによる永山サティで、北海道最初のサティとして開店[25][31]。
2000年（平成12年）5月に改装を行って新装開業した[43]。
- 春光店 - 旭川市春光町10[67]
敷地面積約22,925m2[67]、鉄筋コンクリート造地上3階建て塔屋1階[67]、延べ床面積約22,273m2[67]、店舗面積約11,569m2[67]（直営店舗面積約7,418m2[67] → 約10,398m2[25]）、駐車台数約700台[67]。
開店当初は「ニチイ旭川ショッピングデパート」で[128]、1996年(平成8年)5月24日に増床して「春光サティ」に業態転換した[25]。
北海道銀行の支店が隣接。かつてはオートハローズ（現・オートバックスセブン）やミスタードーナツが駐車場内に出店した他、グループ企業のピープル（現・コナミスポーツ）が3Fにスポーツクラブを展開していた。道北バス・旭川電気軌道「大町2条10丁目」停留所下車。
イオン北海道は、店舗名を「イオン」に改称したのちの2022年（令和4年）2月28日に、建物の老朽化による建て替えのため一旦営業を終了し、同所に新店舗を建設する予定とした[129]。2024年（令和6年）9月13日に「イオン旭川春光ショッピングセンター」の名称で再開業した[広報 7][広報 8]。
- 名寄店 - 名寄市徳田80-1
2008年（平成20年）4月25日にイオン名寄ショッピングセンターの核店舗として開店[62]。「ポスフール」としては最後の出店だが、運営会社がイオン北海道になってからは初めての出店。
イオン名寄ショッピングセンター出店にあたり、名寄市長や名寄商工会議所[130]、地元商店街の経営者が出店に反対の意思を示し、高橋はるみ北海道知事[131]や日本商工会議所からも出店を自粛するよう要請される[132]。
併せて2007年（平成19年）6月21日の名寄市議会にて事実上の出店規制条例を制定した[133]が、条例施行20日前の7月10日に工事が着工された[134]。
市側からの再三の出店取り止め要請に対し、ポスフール側は地元より直営で約500人とテナントで200人から300人の雇用や地元特産の品は1億円程度の売り上げが見込めるとして名寄市側の反対を押し切って出店を強行[131]、一貫して反対していた名寄市や名寄商工会議所は着工式への出席を拒否する事態にまで発展し[134]、開店の式への出席は名寄市の副市長や名寄商工会議所の副会頭となった[62]。

### オホーツク圏
- 北見店 - 北見市北進町30-1[135]
2000年（平成12年）9月15日に北見サティとして[85][39][40]有力ブランドを導入する[26]と共にワーナー・マイカル・シネマズ北見を併設して開店[39][40]。
店舗面積約20,630m2[85]（直営店舗面積約14,300m2[85]）。
中心商店街などの小売業者に与える影響が大きいとの地元意見を受けて審議会で申請より規模が縮小されたものの[136]、網走管内最大の大型店舗として出店することになった[137]。
そのため、 当店開店前の1998年（平成10年）12月時点の北見市の既存の第1種大規模小売店舗(店舗面積3,000m2以上)5店舗合計の店舗面積33,950m2の半分以上となる21,630m2という当地区最大の店舗で直営の年商100億円とテナント年商50億円を目指していた[138]。
初年度から黒字化するなど順調に売り上げを伸ばしたため[139]、北見市の既存店の売上を大幅に減少させると共に[140]、北見市中心部の商店街に空き店舗が急増するなど当店の開業は北見市の商業に大きな影響を与えた[141]。
開業当初からミドリ薬品がドラッグストアを出店しているが、2010年（平成22年）3月にイオン北海道直営のドラッグストアを開店させて医薬品の販売を始めたため、「出店時の約束に反する」として2010年（平成22年）4月13日に釧路地方裁判所北見支部に直営店での医薬品類の販売差し止めを求める訴えをミドリ薬品が起こしている[142]。
開業当初は当時流行し始めていたNTTドコモのiモードを活用して最新の売場情報などを配信するサービスを全国で初めて導入していた[39]。
当店の立地する場所は北見市内では有数の文化財包蔵地である遺跡があったことから1997年（平成9年）7月から発掘調査が行われることになり[143]、着工は1999年（平成11年）9月となった[144]。
- 紋別店 - 紋別市花園町3-4-39
1980年（昭和55年）にローズタウンとして開店[145]。開店時には紋別市内唯一のファストフード店だったフライドチキンとハンバーガーの店「ゴールデンスキリット」が2010年（平成22年）9月26日まで営業していた[145]。

### 釧根圏
- 釧路店 - 釧路郡釧路町桂木町1-1-1[76]
敷地面積約66,970m2[76]、鉄筋コンクリート造地上2階建て[76]、延べ床面積約36,460m2[76]、店舗面約4,240m2[76] → 積約18,860m2[76]（直営店舗面積約3,840m2[76] → 約14,340m2[76]）、駐車台数約2,000台[76]。
1987年（昭和62年）12月1日にホクホー釧路店として開店し[70]、1994年（平成6年）10月21日にニチイ釧路店を釧路サティに業態転換して新装開業した[76]。
2000年（平成12年）2月期には直営部分の売上高約130.5億円を上げて総合スーパーでは道内売り上げ1位となるほどの好調を見せ[26]、同年11月には店舗面積を1.6倍の約30,000m2に増床してシネマコンプレックスも併設すると共に若い女性に人気の衣料ブランドなども有力ブランドを次々と導入して百貨店も含む大型小売店の「地域一番店」として競合他店の追撃を許さない弱点の見つけにくい売り場をつくり上げて若者達のデートスポットにもなった[26]。
「ポスフール釧路店」に改称後の2003年（平成15年）9月26日、十勝沖地震で被災[90]。

- 厚岸店 - 厚岸郡厚岸町港町108[7][146]
開店当初はホクホー厚岸店。

- 根室店 - 根室市常盤町3-9[69]
敷地面積約5,066m2[69]、鉄筋コンクリート造地上3階建て[69]、延べ床面積約7,784m2[69]、店舗面積約4,495m2[69]（直営店舗面積約3,700m2[69]）、駐車台数約1,000台[69]。
1983年（昭和58年）4月22日に「根室ファミリーデパート」を開店し[69]、寺島ビル（常盤町2-8、延べ床面積約6,106m2）に出店する形で[147]、1997年（平成9年）10月に増床して「根室サティ」に業態転換している[79]。
また、運営も根室ファミリーデパートとして独立した法人であったが、2000年（平成12年）9月1日に合併してマイカル北海道の支店となった[31]。
根室ファミリーデパート時代の店舗看板・ロゴマークはニチイの鳩のマークに「nemuro ファミリーデパート」のロゴタイプを使用していた[148]。

### 十勝圏
- 帯広店 - 帯広市西4条南20丁目1[149]
敷地面積約18,123m2[149]、鉄筋コンクリート造地上3階建て塔屋1階[149]、延べ床面積約22,239m2[149]、店舗面積約11,469m2[149]（直営店舗面積約6,462m2[149]）、駐車台数約1,000台[149]。
1979年（昭和54年）5月30日に[150]JR帯広駅裏に[36]ニチイ帯広店として開店[31]。
1997年（平成9年）3月14日に増床工事を着工し[151]、1998年（平成10年）3月12日に帯広サティに業態転換して十勝圏最大のショッピングセンターとなり[36]、有力ブランドも導入して百貨店レベルの顧客にも対応した店舗として[26]142,556世帯387,809人を商圏に直営部分の年商125億円を目指す基幹店舗として新装開店した[36][注 1]。

## 閉鎖店舗

### ポスフールに変更して以降に閉店した店舗
店舗名称をポスフールに変更して以降に閉店した店舗を示す。また店舗ブランドは閉店直前のもので示す。

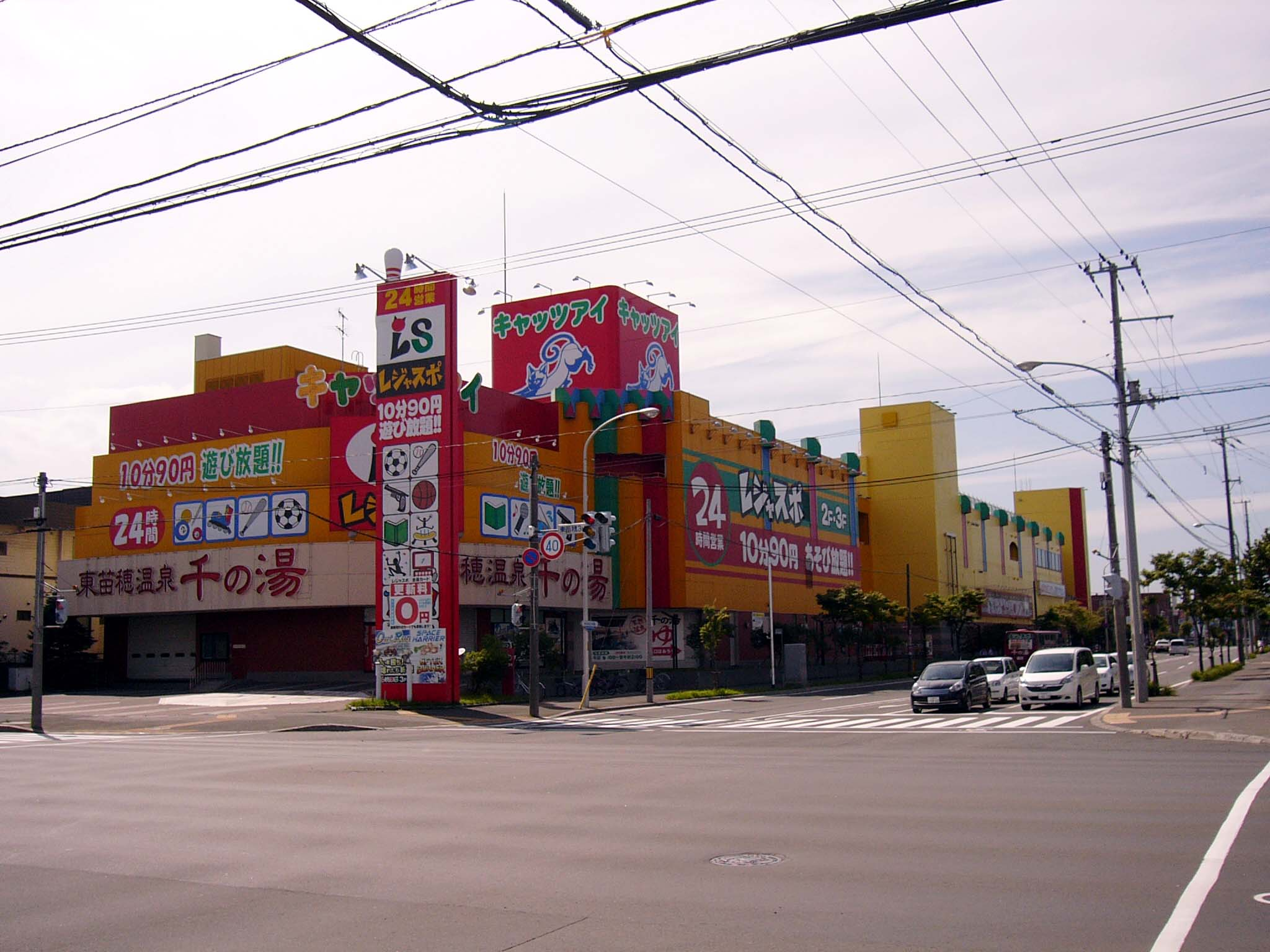
ポスフール東苗穂店の跡地に開業したレジャスポ
※建物は解体済

- ポスフール東苗穂店 - 札幌市東区東苗穂3条2-5-25[28]、2005年（平成17年）5月22日閉店[95]。
店舗面積約9,800m2[28]
1991年（平成3年）4月19日に「東苗穂サティ」として開店した[28][72]。
イオンと提携後の2003年（平成15年）6月25日に「イオン札幌苗穂ショッピングセンター」が開業したため[154]、グループ内で競合する結果となった[155]。
店舗跡には2005年（平成17年）8月に北東商事運営のレジャスポが開業したが[156]、2016年（平成28年）3月31日をもって閉店。閉店後は建物を解体して新たに商業施設を建設することとなり[95]、DCMホーマック（2017年6月22日開店[157]、現・DCM）や100満ボルト（2017年7月28日開店[158]、現・エディオン）が出店している[159]。

- ポスフール岩内店 - 岩内郡岩内町栄7-3[7]、2007年（平成19年）2月15日閉店[59]。
1996年（平成8年）に「岩内サティ」に業態転換した店舗で[33]、サティ時代は全国の店舗の中でも最小規模だった[要出典]。
店舗跡は介護付き有料老人ホーム「七福神 恵比寿館」[広報 9]（2014年10月開業[160]）となっている。
- ポスフール西岡店 - 札幌市豊平区西岡3-3-4-1、2008年（平成20年）2月[61]24日閉店。
2002年（平成14年）11月に[31]ダイエー西岡店跡に[60]西岡ポスフールバーゲン館として開店し[87]、3月1日に「ポスフール西岡店」として正式に開店して[87]初年度に売上高約46.5億円を上げたが、その後は駐車場の使いにくさや売場面積の中途半端さなどが影響して競合店との競争に敗れて低迷し[60]閉店に至った。その後建物の改修を行い、2年3ヶ月後の2010年5月25日にジャスコ札幌西岡店（現・イオン札幌西岡店）を核店舗としたイオン札幌西岡ショッピングセンターとして開業した。

## 小樽ベイシティへの債権
なお、当社はマイカル北海道時代の出店時に出した店舗敷金と保証金の合計約61億円の他に、ポスフールとなってから日本政策投資銀行から買い取った約133億円の合計約194億円の債権を保有していた。
2001年（平成13年）9月27日に負債約490億円を抱えて民事再生法を申請した「小樽ベイシティ開発」が無担保の再生債務292億円の98.5%の免除を受けた際に、別除権のある当社の担保付き債務約194億円についてはその対象とならず、2005年（平成17年）3月に同社が民事再生手続きの終結決定を受けた後も返済協定が結ばれていない状態のまま債務が残る形となった。
そのため、2007年（平成19年）8月10日に「小樽ベイシティ開発」がその債務の約90%の減免を求めて札幌地方裁判所に特定調停を申し立てた。
この特別調停で協議を進めた結果、2008年（平成20年）4月1日に債務を29億円に減額したうえで、北武グループの協力により北海道銀行の支援を受けて同年7月末までに一括返済する中間合意内容を正式に発表した。
ところが、同年9月17日に北武グループから再建への支援を得られなくなったことから、この計画はとん挫することになった。
その後、2009年（平成21年）1月27日に「小樽ベイシティ開発」が特定調停を取り下げたため、計上予定だった貸倒引当金の戻し入れ益がなくなったことなどで、当社の後身の「イオン北海道」が赤字に転落している。
さらに、債務返済を求めても「小樽ベイシティ開発」が応じない状況が続いたことから、2012年（平成24年）には「返済されないことで生じた利子分を相殺するための対応」として同年10月と11月の賃料の支払を停止している。